# IZM (magazine)
IZM ( coréen : 이즘   ) est un magazine en ligne sud-coréen publiant des critiques de musique pop, des articles et des interviews d'artistes, . Il a été fondé en août 2001 par le critique musical Im Jin-mo et est édité par le critique musical Jang Jun-hwan ,,,.